# Бурцево (Калужская область)
Бурцево — деревня в Износковском районе Калужской области России. Входит в сельское поселение «Деревня Алексеевка»

## География
Находится  на реке Вережка, у Варшавского шоссе, на дороге Курганы — Износки.
Рядом —Косьмово, Курганы.

## Население
| 2002 | 2010 |
| ---- | ---- |
| 12   | ↘7   |

## История
Сельцо Бурцово Авдотьи Прохоровной Вишняковой, Ивана Ивановича Вишнякова на речке Верешка.